# Grmožur
Grmožur (kyrill. Грможур) ist eine Insel und Burgruine im Skadarsee in Montenegro.
Die Festung wurde durch die Türken errichtet, jedoch bereits ein paar Jahre später durch die Montenegriner erobert, die sie in ein Gefängnis umwandelten. Hier ließ König Nikola I. politische Gegner – vornehmlich Nichtschwimmer – inhaftieren. Daher ist die Insel bei Einheimischen auch unter dem Namen montenegrinisches Alkatraz bekannt.
Die Insel ist ein wichtiger Brutplatz für einheimische Seevögel.